# Џенесио (Канзас)
Џенесио (енгл. Geneseo) град је у америчкој савезној држави Канзас.

## Демографија
По попису из 2010. године број становника је 267, што је 5 (-1,8%) становника мање него 2000. године.
| Група             | 2000.       | 2010.       |
| Белци             | 265 (97,4%) | 249 (93,3%) |
| Афроамериканци    | 1 (0,4%)    | 0 (0,0%)    |
| Азијати           | 2 (0,7%)    | 0 (0,0%)    |
| Хиспаноамериканци | 1 (0,4%)    | 11 (4,1%)   |
| Укупно            | 272         | 267         |